# Quintus Æmilius Barbula
Pour les articles homonymes, voir Aemilius Barbula.
Quintus Aemilius Barbula est un homme politique romain de la fin du IVe siècle av. J.-C., consul en 317 et 311 av. J.-C.

## Famille
Il est membre des Aemilii Barbulae, branche de la famille patricienne des Aemilii. Il est le fils d'un Quintus Aemilius et le petit-fils d'un Lucius Aemilius. Son nom complet est Quintus Aemilius Q.f. L.n. Barbula. Il pourrait être le frère aîné de Marcus Aemilius Barbula, dictateur à une date inconnue entre 292 et 285 av. J.-C. Il est le père de Lucius Aemilius Barbula, consul en 281 av. J.-C.

## Biographie

### Premier consulat (317)
Il est consul une première fois en 317 av. J.-C. avec Caius Iunius Bubulcus Brutus pour collègue. Ils prennent le commandement de l'armée romaine en Apulie et en Lucanie,.

### Second consulat (311)
Il est consul une deuxième fois en 311 av. J.-C. avec de nouveau Caius Iunius Bubulcus pour collègue. Les consuls commencent par annuler la nouvelle liste des sénateurs mise en place par les censeurs de l'année précédente, Appius Claudius Caecus et Caius Plautius Venox, jugée injuste.
Par la suite, les consuls se partagent les commandements pour mener deux guerres simultanées, celle contre les Samnites et celle que viennent de déclarer les Étrusques. Tandis que Caius Iunius mène une campagne dans le Samnium où il reprend Culviae et s'empare de Bovianum sur les Samnites Pentri, Quintus Aemilius se rend en Étrurie où il fait lever le siège de Sutrium. À leur retour à Rome, les deux consuls célèbrent un triomphe pour leurs victoires,. Selon Diodore de Sicile, les deux consuls célèbrent leurs triomphes pour des victoires en Apulie.